# Grossdietwil
Grossdietwil ist eine politische Gemeinde im Wahlkreis Willisau des Kantons Luzern in der Schweiz.

## Geographie
Grossdietwil liegt an der Strasse Zell LU – St. Urban am rechten Ufer des (Gondiswiler-)Rotbachs. Dieser bildet die Westgrenze der Gemeinde und ist gleichzeitig Grenze zwischen den Kantonen Bern und Luzern. Nebst dem Dorf und Umgebung gehören noch zwei Exklaven zur Gemeinde. In der einen liegen die Weiler Eppenwil (3,1 km nordöstlich des Dorfs; 668 m ü. M.) und Erpolingen (3 km nördlich des Dorfs; 700 m ü. M.). Die zweite Exklave heisst Kället und liegt 3,1 km östlich der Hauptsiedlung auf 631 m ü. M. Ausserdem gibt es zahlreiche Häusergruppen und Gehöfte. Die Landschaft ist sehr hügelig und teilweise bewaldet. Dies machen auch die Höhenunterschiede innerhalb der Gemeinde sichtbar. Der niedrigste Punkt der Gemeinde ist Ängelgehr im Nordwesten an der Grenze zu Altbüron auf 550 m ü. M. Dagegen liegt Rugenstall im Süden des Orts auf 752 m ü. M. Durch das Dorf fliesst der Fischbach, welcher vom gleichnamigen Nachbarort herkommt. Dieser Bach mündet gleich beim nordwestlichen Dorfende von rechts in den Rotbach.
Da der grösste Teil des hügeligen Geländes gerodet wurde, sind ganze 71,2 % des Gemeindegebiets landwirtschaftliche Nutzfläche. 21,9 % des Gemeindeareals sind von Wald bedeckt. Nur 6,9 % der gesamten Gemeinde sind Siedlungsfläche (Stand 2015/16).
Grossdietwil grenzt im Kanton Luzern an die Gemeinden Altbüron, Altishofen, Fischbach, Pfaffnau, Reiden, Roggliswil und Schötz. Im Kanton Bern liegen die Nachbargemeinden Gondiswil und Melchnau.

## Bevölkerung
Von 1798 bis 1837 verdoppelte sich die Einwohnerzahl (1798–1837: + 94,4 %). Danach sank sie durch Abwanderung in die Industriezentren bis 1910 um rund einen Drittel (1837–1910: − 33,9 %). Eine weitere Abwanderungswelle setzte zwischen 1920 und 1930 ein (− 9,4 %). Insgesamt verringerte sich die Zahl der Bewohner so in knapp 100 Jahren (1837–1930) um fast 40 %. Es folgte ein Auf und Ab (1930–1960: + 10,5 %; 1960–1980: − 16,9 %; 1980–1990: + 9,6 %). Das Jahr 1980 war das Jahr mit dem tiefsten Einwohnerstand. Seit 1990 stagnierte die Zahl der Bewohner.
Quelle: Bundesamt für Statistik; 1850 bis 2000 Volkszählungsergebnisse, 2010 ESPOP, seit 2011 STATPOP

### Sprachen
Die Bevölkerung benutzt als Alltagssprache eine hochalemannische Mundart. Bei der letzten Volkszählung im Jahr 2000 gaben 93,44 % Deutsch, 4,21 % Albanisch und 0,50 % Portugiesisch als Hauptsprache an.

### Religionen – Konfessionen
Früher war die gesamte Bevölkerung Mitglied der römisch-katholischen Kirche. Durch Zuwanderung aus anderen Regionen der Schweiz und dem Ausland hat sich dies geändert. Heute sieht die religiöse Situation wie folgt aus: Es gibt 81,68 % römisch-katholische, 9,65 % evangelisch-reformierte und 0,62 % orthodoxe Christen. Daneben gibt es 4,21 % Muslime und 1,36 % Konfessionslose. Die Muslime sind Albaner aus dem Kosovo und Mazedonien (Stand 2000).

### Herkunft – Nationalität
2022 zählte die Gemeinde 876 Einwohner. Davon waren 776 Schweizer Staatsangehörige und 100 (= 11,4 %) Menschen anderer Staatsangehörigkeit. Die grössten Zuwanderergruppen kommen aus Deutschland (29 Menschen), dem Kosovo und Italien (je 12) und Portugal (7).

## Geschichte
Bei Ausgrabungen in den 1980er-Jahren kamen Fundamente eines römischen Gutshofes zum Vorschein. In einer weiteren Schicht über diesen Überresten entdeckten die Archäologen die Krypta einer karolingischen Kirche aus dem 9. Jahrhundert. Erste namentliche Erwähnung unter der Bezeichnung Toutewilare im Güterrodel des Klosters Engelberg (1184/1190). Die Gemeinde gehörte als Teil des Äusseren Amts Wolhusen zum Besitz der Freiherren von Wolhusen. Diese verkauften aus Geldnot um 1300 das gesamte Amt an die Habsburger. Nach der Schlacht bei Sempach im Jahr 1386 übten die Habsburger die Herrschaft nur noch auf dem Papier aus. Wirkliche Herrschaft war die Stadt Luzern, die am Pfingstmontag 1405 den Habsburgern den Besitz abkaufte. Bis 1798 blieb Grossdietwil Teil der Landvogtei Willisau. Danach gehörte es bis 1803 zum Distrikt Altishofen, seither zum damals neu geschaffenen Amt Willisau. Die Gemeinde hiess bis 1810 Dietwil. Weil es noch weitere Orte gleichen Namens in der Schweiz gab, änderte man damals den Namen. Die Exklaven Erpolingen und Eppenwil gehören erst seit 1819 zur Gemeinde.

## Politik

### Gemeinderat
Der Gemeinderat besteht aus fünf Mitgliedern und ist wie folgt aufgestellt (Amtsdauer 2020–2024):
- Reto Frank: Gemeindepräsident
- Josef Müller: Gemeindeammann
- Sibylle Wyss-Häfliger: Sozialvorsteherin
- Vanessa Hugelshofer: Schulverwalterin
- Anton Kurmann: Bauverwalter

### Kantonsratswahlen
Bei den Kantonsratswahlen 2023 des Kantons Luzern betrugen die Wähleranteile in Grossdietwil: Mitte (mit JMitte und Mitte60+) 47,00 %, SVP 24,10 %, FDP 12,99 %, Grüne 7,63 %, glp 4,56 % und SP 3,73 %.

### Nationalratswahlen
Bei den Schweizer Parlamentswahlen 2023 betrugen die Wähleranteile in Grossdietwil: Mitte 40,7 %, SVP 25,3 %, FDP 14,2 %, Grüne 6,4 %, SP 5,2 %, glp 4,0 %, übrige 4,2 %.

## Verkehr
Die Gemeinde ist durch die Postautolinie Zell LU-Altbüron-St. Urban ins Netz des Öffentlichen Verkehrs eingebunden. In Zell besteht eine Bahnstation der Bahnlinie Luzern-Langenthal.
Grossdietwil liegt an der Strasse von Zell LU nach Altbüron Richtung St. Urban/Langenthal. Der nächstgelegene Autobahnanschluss ist Reiden an der A2 in 13 km Entfernung.

## Bilder

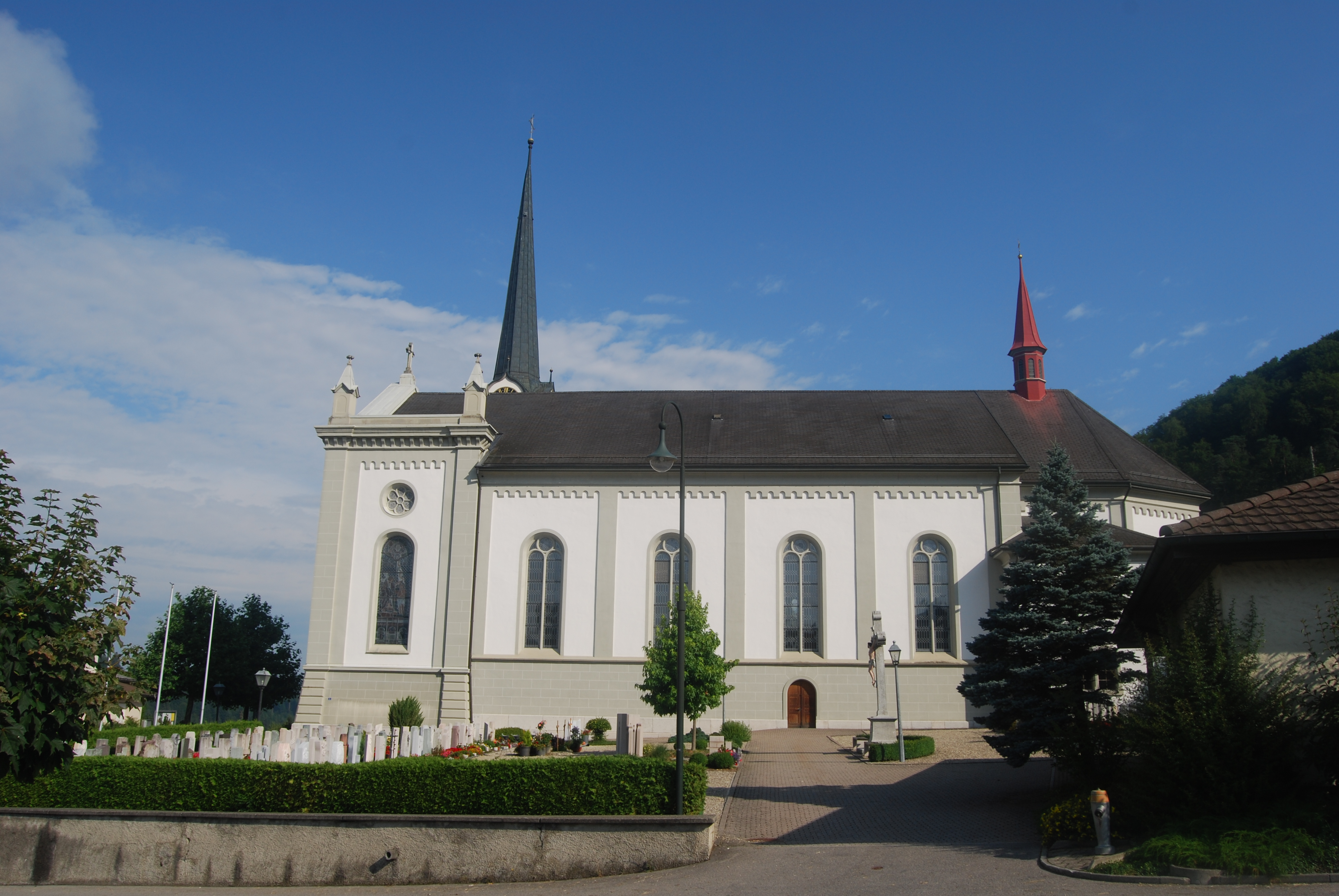
Kirche von Grossdietwil
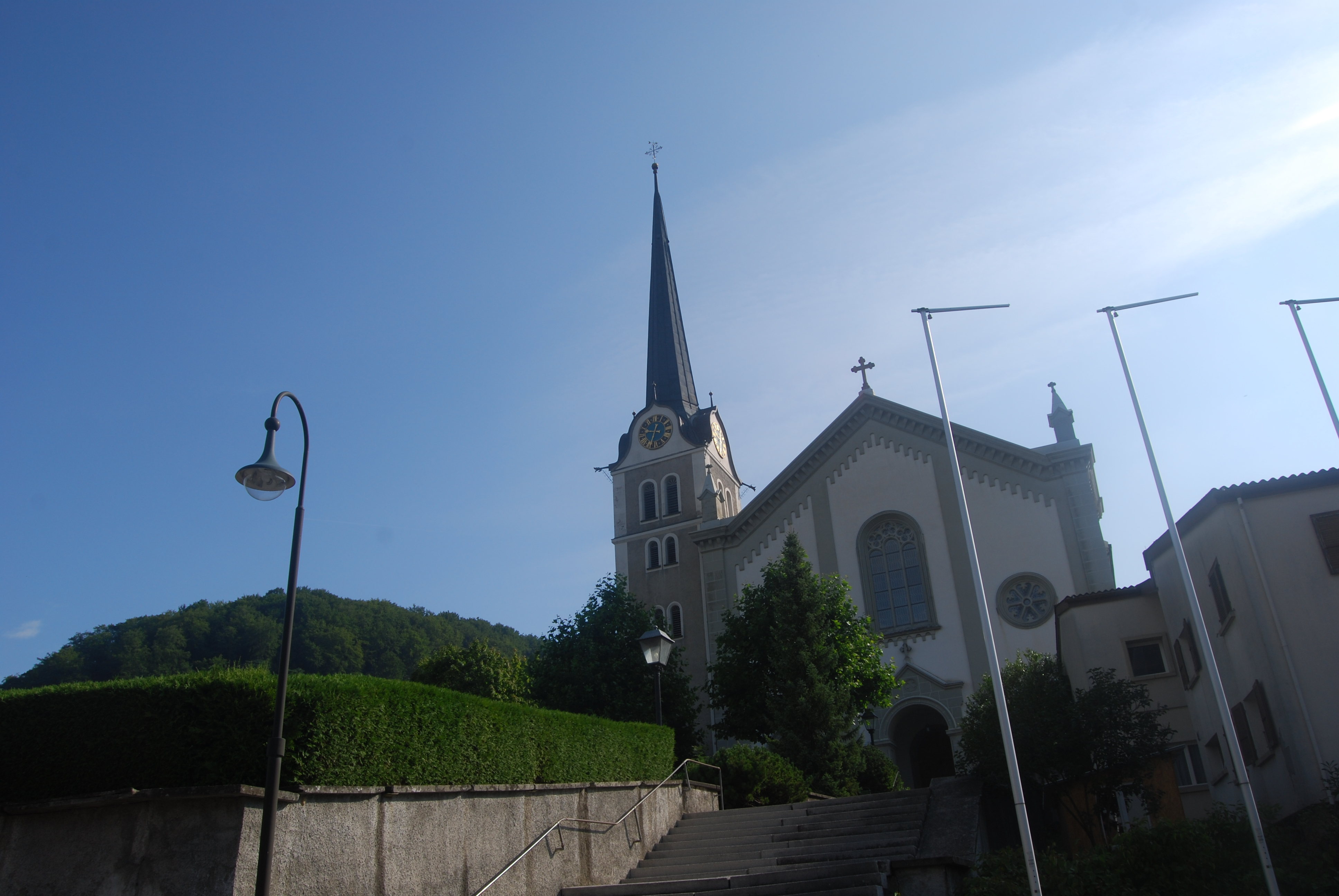
Kirche von Grossdietwil
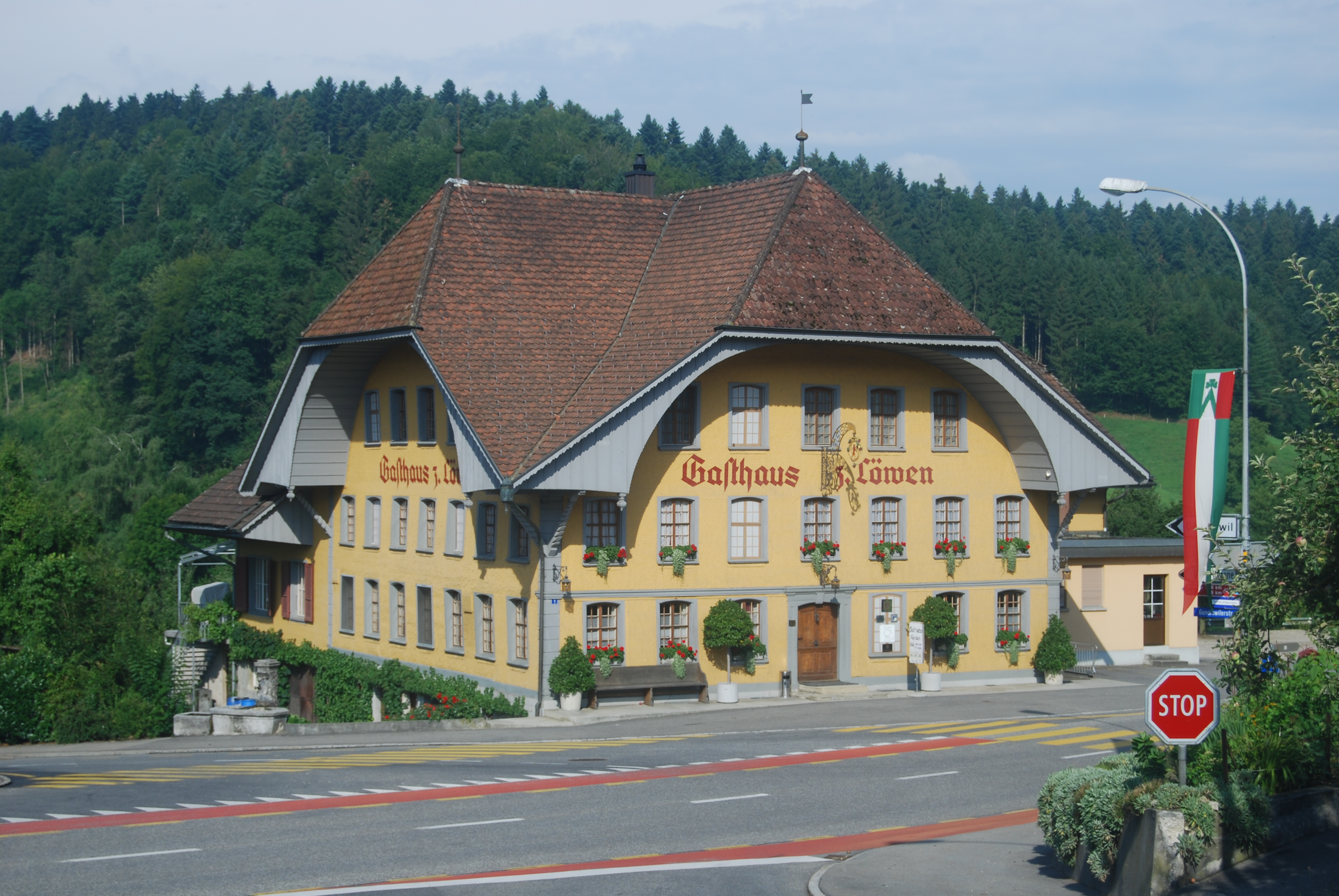
Gasthaus Löwen